# قره‌دئین (قبله)
قره‌دئین (به لاتین: Qaradeyin) یک منطقه مسکونی در جمهوری آذربایجان است که در شهرستان قبله واقع شده است. قره‌دئین ۳۷۵ نفر جمعیت دارد.